# Fursan Hispania Football Club
Il Fursan Hispania Football Club (in arabo نادي فرسان الإسباني لكرة القدم‎?) è una società calcistica emiratina di Dubai. Milita nella UAE Second Division League, la terza divisione del campionato emiratino di calcio.

## Storia
Nel 2014 l'ex difensore del Real Madrid Míchel Salgado fondò una accademia di calcio a Dubai con lo scopo di scoprire e allenare nuovi giocatori degli Emirati Arabi Uniti. Dopo sette anni dalla fondazione Salgado, grazie alla partnership con l'uomo d'affari emiratino Faisal Belhoul, trasforma l'accademia in una squadra professionistica; la nuova squadra è stata poi iscritta alla nuova lega promossa dalla UAEFA, la UAE Second Division League
Nella stagione 2021-2022, il club termina la stagione al primo posto aggiudicandosi il titolo nella UAE Second Division League, guadagnando così la loro prima promozione nella Prima Divisione.

## Palmarès
- UAE Second Division League: 1

2021-2022

## Rosa 2023–2024
| N. |                      | Ruolo | Calciatore          |
| -- | -------------------- | ----- | ------------------- |
| 2  | Algeria (bandiera)   | D     | Lofti Machou        |
| 3  | Algeria (bandiera)   | D     | Abderrahmane Hamidi |
| 4  | Brasile (bandiera)   | D     | Anthony Saraiva     |
| 5  | Colombia (bandiera)  | D     | Gustavo Casanova    |
| 6  | Francia (bandiera)   | C     | Anthony Franck      |
| 8  | Spagna (bandiera)    | C     | Ramon Fiol          |
| 9  | Egitto (bandiera)    | A     | Ayman El Sayed      |
| 10 | Colombia (bandiera)  | A     | Yordy Quintero      |
| 11 | Brasile (bandiera)   | A     | Vinicius Oliveira   |
| 12 | Colombia (bandiera)  | C     | Juan Ortiz          |
| 13 | Marocco (bandiera)   | P     | Aymane El Alaoui    |
| 16 | Argentina (bandiera) | A     | Ramiro Breccia      |
| 19 | Colombia (bandiera)  | A     | Jean Granja         |

| N. |                                | Ruolo | Calciatore         |
| -- | ------------------------------ | ----- | ------------------ |
| 20 | Brasile (bandiera)             | D     | Samuel Fakhr       |
| 23 | Ghana (bandiera)               | P     | Kofi Kondo         |
| 26 | Francia (bandiera)             | C     | Eric Neron-Bancel  |
| 41 | Francia (bandiera)             | C     | Salouma Diakhite   |
| 70 | Danimarca (bandiera)           | C     | Abdou Goddard      |
| 77 | Spagna (bandiera)              | D     | Henok Gomez        |
| 80 | Colombia (bandiera)            | A     | Duvan Pedroza      |
| 88 | Libano (bandiera)              | A     | Anthony Khayat     |
| 89 | Libano (bandiera)              | A     | Samuel El Khoury   |
| 99 | Colombia (bandiera)            | C     | Vicente Prado      |
| —  | Emirati Arabi Uniti (bandiera) | A     | Jassim Al Ahmed    |
| —  | Spagna (bandiera)              | A     | Madger Gomes       |
| —  | Spagna (bandiera)              | C     | Giancarlo Valverde |